# Tealliocaris
Tealliocaris is een uitgestorven geslacht van kreeftachtigen, dat leefde tijdens het Vroeg-Carboon.

## Beschrijving
De carapax van deze 5 cm lange garnaal bezat een enkele lengtegroef en twee opzichtige, kielvormige richels. De kop was voorzien van een paar lange, naar achteren gerichte antennes. De thoracale aanhangsels waren in tweeën vertakt, ofschoon het eerste paar slechts één geleiding had. De cephalothorax (kop- en rompschild) en het abdomen waren qua lengte nagenoeg gelijk. De uropoden (aanhangsel van het laatste achterlijfssegment, meestal waaiervormig) waren niet vergroeid.